# G.I. Joe
För andra betydelser, se G.I. Joe (olika betydelser).
G.I. Joe är en serie actionfigurer, producerade av leksaksföretaget Hasbro.
Termen G.I. står, populärt, för Government Issued vilket efter första världskriget blev ett allmänt begrepp för amerikanska soldater, då mycket utrustning som skickades till amerikanska soldater stämplades med "G.I.", vilket innebär att det gjordes av galvaniserat järn.  Det var i samband med utvecklingen av G.I. Joe som begreppet "actionfigur" utvecklades. GI Joes tilltalande till barn har gjort leksakerna till amerikansk ikon bland leksaker.

### Fotnoter
1. ↑  Fletcher, Dan (7 augusti 2009). ”A BRIEF HISTORY OF G.I. Joe”. Time. Arkiverad från originalet den 26 augusti 2013. https://web.archive.org/web/20130826172919/http://www.time.com/time/nation/article/0,8599,1915120,00.html. Läst 3 mars 2010.
2. ↑  Wharton, David (5 juli 1994). ”Boys and Their Toys”. The Los Angeles Times. http://articles.latimes.com/1994-07-05/news/ls-12135_1_gi-joe-consciousness. Läst 23 augusti 2010.
3. ↑  Antelopes, V: The Official 20th Anniversary Salute to G.I. Joe, page 21. Krause Publications, 1994.
4. ↑  Hugh Rawson Arkiverad 29 augusti 2008 hämtat från the Wayback Machine. "Why Do We Say "G.I.?,"" American Heritage, April/May 2006.
5. ↑  GI - Definitions from Dictionary.com.
6. ↑  G.I. - Wordorigins.org Arkiverad 19 augusti 2016 hämtat från the Wayback Machine..

### Officiella webbplatser
- Official G.I. Joe Hasbro site
- The Official G.I. Joe Collectors' Club—Licensed by Hasbro
- The Official G.I. Joe Collectors' Convention—Licensed by Hasbro
- The Official Canadian G.I. Joe Convention-Approved by Hasbro Canada